# Nederlandse Bond van Vrijwillige Burgerwachten

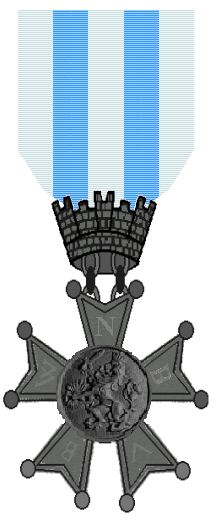
Kruis van Verdienste

De Nederlandse Bond van Vrijwillige Burgerwachten was een in 1918 opgerichte bond waarin de Vrijwillige Burgerwachten van de Nederlandse steden samenwerkten.
De Nederlandse Bond van Vrijwillige Burgerwachten waarvan ook de Amsterdamse Vrijwillige Burgerwacht tot 1930 deel uitmaakte had eigen onderscheidingen zoals het Kruis van Verdienste van de Nederlandse Bond van Vrijwillige Burgerwachten, de Medaille voor Bijzondere Toewijding van de Nederlandse Bond van Vrijwillige Burgerwachten en het Kruis voor Koningschutter van de Nederlandse Bond van Vrijwillige Burgerwachten waarvoor de burgerwachten in aanmerking kwamen.
De Duitse bezetter ontbond de vrijwillige burgerwachten in 1940. Na de oorlog werden zij niet weer ingesteld.